# Midnight Caller
Midnight Caller is een Amerikaanse dramaserie. Hiervan werden 61 afleveringen gemaakt die oorspronkelijk van 25 oktober 1988 tot en met 10 mei 1991 werden uitgezonden op NBC.
Midnight Caller kreeg in totaal acht nominaties voor een Primetime Emmy Award, waarbij Joe Spano en Kay Lenz er in 1989 allebei een daadwerkelijk wonnen voor hun gastrollen als John Saringo (in de aflevering 'The Execution Of John Saringo') en Tina Cassidy (in de aflevering 'After It Happened...'). Daarnaast kende de krant Aftonbladet de serie in 1991 een prijs voor beste niet-Zweedse programma toe.

## Uitgangspunt
Jack Killian is een voormalige politieagent die zijn ontslag heeft ingediend nadat hij per ongeluk zijn collega doodschoot tijdens een vuurgevecht. Devon King is de eigenaresse van een radiostation en geeft hem een baan als presentator van een nachtprogramma. Tijdens zijn programma neemt Killian telefoontjes aan van luisteraars die hem bellen met verschillende problemen. Overdag probeert hij die vervolgens samen met zijn producent Billy Po op te lossen. Hierbij komt de ervaring die hij opdeed als agent goed van pas, maar wordt hij ook regelmatig geconfronteerd met zijn verleden.

## Rolverdeling
*Alleen acteurs die verschenen in meer dan tien afleveringen zijn vermeld
- Gary Cole - Jack 'Nighthawk' Killian
- Dennis Dun - Billy Po
- Arthur Taxier - Carl Zymak
- Mykelti Williamson - Deacon Bridges
- Wendy Kilbourne - Devon King
- Jerado Carmona - Jerado
- Steven Anthony Jones - Martin Slocum
- Lisa Eilbacher - Nicky Molloy